# 더 넛츠
더 넛츠(The Nuts)는 대한민국의 4인조 남성 가수 그룹이다. 파라마운트뮤직 소속이며, 2001년 5월 데뷔하였다. 초기엔 MC THE MAX와 코미디하우스 등 밴드로 활동하였다. 1집 앨범 〈The NuTs〉 중에는 발표 당시 별다른 얘기가 없었으나 후대에 재평가된 국민 호구송 "사랑의 바보"가 대표 곡으로 가장 유명한데, 원곡은 1992년 발표된 나카야마 미호와 WANDS의 노래 "世界中の誰よりきっと"(이 세상 그 누구보다도)이다.

## 개요
2001년에 결성되어 2004년 1집 앨범 〈The NuTs〉로 데뷔하였다. 초기에는 5명이었으나, 현재 4인조로 재구성되었다. The NuTs의 사전적 의미는 '최고, 우량의 것'을 뜻하며, '~에 미쳐있다'는 의미도 있다.

## 구성원

### 정이한
- 본명 : 정헌섭
- 생년월일 : 1987년 6월 3일(37세)
- 포지션 : 보컬/기타

### 나준하
- 본명 : 나준하
- 생년월일 : 1988년 2월 21일(37세)
- 포지션 : 보컬/기타

### 노승환
- 본명 : 노승환
- 포지션 : 리더/베이스

### 김상돈
- 본명 : 김상돈
- 생년월일 : 1986년 3월 18일(39세)
- 포지션 : 드럼

## 전 구성원

### 강일
- 본명 : 배영일
- 생년월일 : 1985년 10월 29일(39세)
- 포지션 : 키보드
- 경력 :

- 회전목마 (드라마)
- 어린 왕자 정진성 역 (어린이 드라마)
- 아역배우 출신
- MBC 코미디하우스 코너 '꽃보다 남자' 루이

### 김현중
- 생년월일 : 1981년 10월 27일(43세)
- 포지션 : 베이스기타
- 경력 :

- 회전목마 (드라마)

### 지현우
- 본명 : 주형태
- 생년월일 : 1984년 11월 29일(40세)
- 포지션 : 기타리스트, 부분 보컬
- 경력 :

- 회전목마 (드라마)
- 올드미스 다이어리 (시트콤)
- 호텔 비너스 (영화)
- 알게될거야 (드라마)
- 황금사과 (드라마)
- 뮤직뱅크 (진행)
- 사랑하니까, 괜찮아 (영화)
- 오버 더 레인보우 (드라마)
- 올드미스 다이어리 극장판 (영화)
- 메리대구 공방전 (드라마)
- 지현우의 기쁜 우리 젊은 날 (라디오)
- 영화가 좋다 (진행)
- 이훈 & 지현우의 미스터라디오 (라디오)
- 달콤한 나의 도시 (드라마)
- 내 사랑 금지옥엽 (드라마)
- 천하무적 이평강 (드라마)
- 부자의 탄생 (드라마)
- CF :

- KTF <커플요금정액제>
- 차온 <까만콩차>
- 진로 소주
- (더 넛츠 뮤직비디오 출연작 제외)

### 박준식
- 생년월일 : 1982년 11월 21일(42세)
- 포지션 : 메인보컬 , 리더
- 경력 :

- 회전목마 (드라마)

### 김우경
- 생년월일 : 1982년 4월 6일(43세)
- 포지션 : 드럼
- 경력 :

- 회전목마 (드라마)